# The Thieving Magpie
The Thieving Magpie (sottotitolato La gazza ladra) è il secondo album dal vivo del gruppo musicale britannico Marillion, pubblicato il 29 novembre 1988 dalla EMI.

## Tracce
Testi di Fish e musiche dei Marillion, eccetto dove indicato.

### CD
CD 1
1. Intro - La gazza ladra – 2:45 (musica: Gioachino Rossini)
2. Slàinte Mhath – 4:49
3. He Knows You Know – 5:12
4. Chelsea Monday – 8:00
5. Freaks – 4:06
6. Jigsaw – 6:24
7. Punch & Judy – 3:23
8. Sugar Mice – 6:03
9. Fugazi – 8:39
10. Script for a Jester's Tear – 8:45
11. Incommunicado – 5:23
12. White Russian – 6:14

CD 2 – Misplaced Childhood Parts 1 & 2
1. Pseudo Silk Kimono – 2:19
2. Kayleigh – 3:52
3. Lavender – 2:27
4. Bitter Suite – 7:38
5. Heart of Lothian – 5:12
6. Waterhole (Expresso Bongo) – 2:16
7. Lords of the Backstage – 6:07
8. Blind Curve – 5:34
9. Childhoods End? – 2:48
10. White Feather – 4:22

### LP
- Lato A

1. Intro - La gazza ladra – 2:45 (musica: Gioachino Rossini)
2. Slàinte Mhath – 4:49
3. He Knows You Know – 5:12
4. Chelsea Monday – 8:00

- Lato B – Misplaced Childhood Part 1

1. Pseudo Silk Kimono – 2:19
2. Kayleigh – 3:52
3. Lavender – 2:27
4. Bitter Suite – 7:38
5. Heart of Lothian – 5:12

- Lato C

1. Jigsaw – 6:24
2. Punch & Judy – 3:23
3. Sugar Mice – 6:03
4. Fugazi – 8:39

- Lato D

1. Script for a Jester's Tear – 8:45
2. Incommunicado – 5:23
3. White Russian – 6:14

## Formazione
Gruppo
- Fish – voce
- Steve Rothery – chitarra
- Pete Trewavas – basso
- Mark Kelly – tastiera
- Ian Mosley – batteria, percussioni

Produzione
- Marillion – produzione
- Privet Hedge – produzione